# スポットビルト
スポットビルト（Spotbilt）は、ハイド・アスレティック・ブランドでスポーツシューズメーカーである。

## 歴史
1910年にマサチューセッツ州ケンブリッジでエイブラハム・ハイドによって創立された。
当時アメリカのスポーツは乗馬やハイキングくらいしかなく、スポーツシューズはすべてブーツであったため、堅牢で軽く柔らかいブーツの製靴技術を持っていたハイドはスポーツシューズの分野でその頭角を顕らわしていった。
1930年代になると、アイススケートシューズの製造に乗り出し、その技術はベースボール、フットボール、バスケットボール用のシューズに応用され靴底に鋲（クリーツ）が打たれたりゴムが張られたりしてスポットビルトブランドは確固たる地位をアメリカ合衆国に築いた。
1960年代にはNASAがその技術を買ってスペースシューズの開発を依頼した。実際1969年にはアームストロング船長とともに月面に降り立った最初の靴となった。
ハードなスポーツシューズには強みがあったスポットビルトだが、ランニングシューズの分野ではスポットビルトはトップとは言えなかった。まずアディダスやプーマというドイツ勢や米国でもニューバランスの後塵を拝していた。
そこでハイドは1968年にサッカニーを買収した。買収当社は、靴に3つのスポットが打ち抜かれているサイドサポートを持つスポットビルトと、サッカニー川をイメージする蛇行する二本の帯のサッカニーランニングシューズの二本立ての販売をしていたが、やがてその二つを合わせて、三つの穴を持つ蛇行する帯のシューズを売り出すようになった。その第一号が初めてアジアで作られたフィリピン製のジャズである。そのデザインは二つのブランドの融合というより、ランニングシューズはサッカニーの技術で売り出すという意思が前面にでていた。
しかし、スポットビルトのランニングシューズは意外なところで爆発的なブームを起こすことになった。ランニングシューズ810にシュワーグリップ製のアルミプレートとウレタンウィールを付けたローラージョッガーの出現である。フットボールのスーパースターだったO・J・シンプソンがイメージキャラクターとなったこともあって日米でのローラースケートブームが起きた。

## 日本における展開
1976年、スポットビルトアジアがアジアでの総代理店となる。
アメリカンフットボールのヘッドコーチだった吉田愛一郎は、遅れていた日本のスポーツシューズ業界にアメリカ製のシューズを参入させようとして、まずスポットビルトのフットボールシューズを輸入した。
後楽園が人工芝となったのもそのころでこけら落としのパールボウルで履かれたのは初の人工芝用のスポットビルトだった。しかしアメリカ製のシューズは1ドル360円時代にはとても大衆が履けるものではなかったので吉田愛一郎はアジアで製造することを提唱しハイドの社長レオナルドフィッシャーもこれに賛同した。アメリカの労働組合との確執もあったが、苦労の末出来上がったのがフィリピン製のジャズである。ジャズはそれまでの細いラストではなく足の指が楽なワイドウィズである。とにかくそれがサッカニーの世界戦略につながったことは確かである。ＮＦＬのＯＪシンプソンはスポットビルトの契約選手。